# Rippach
Rippach là một đô thị thuộc huyện Burgenland, bang Sachsen-Anhalt, Đức. Đô thị Rippach có diện tích 7,79 km², dân số thời điểm ngày 31 tháng 12 năm 2006 là 689 người.